# Paraboolvlucht

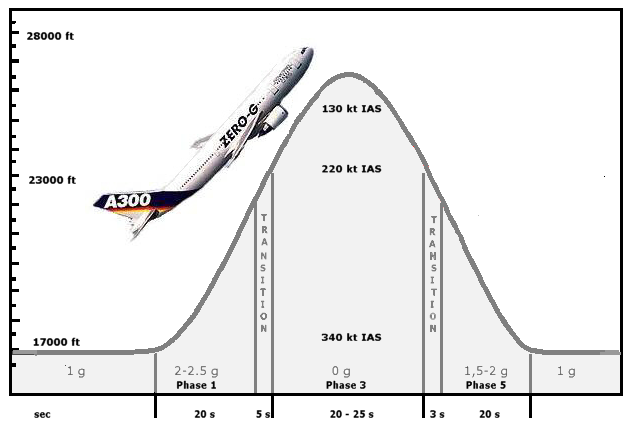
Verloop van een paraboolvlucht

Met een paraboolvlucht wordt meestal bedoeld een zero-g paraboolvlucht die microgravitatie ('gewichtloosheid') creëert, maar door de parameters van de paraboolvlucht aan te passen, kunnen ook andere valversnellingen gerealiseerd worden.

## Zero-g paraboolvlucht
Bij een zero-g paraboolvlucht volgt een vliegtuig een parabolisch vluchtpad, waarbij de versnelling van het vliegtuig gelijk is aan de zwaartekrachtversnelling (dezelfde grootte en richting), zoals een kogelbaan zonder luchtweerstand (een kogel in vrije val). Dit gebeurt bij het beschrijven van het bovenste deel van de parabool (fase 3 in de tekening). Het vliegtuig is niet echt in vrije val – er is luchtweerstand, maar die wordt door de motoren gecompenseerd. Een voorwerp of persoon in het vliegtuig ondervindt dezelfde zwaartekrachtversnelling, dus ten opzichte van het vliegtuig geen versnelling (mits er geen andere krachten op inwerken). Als gevolg daarvan staat het ten opzichte van het vliegtuig stil, of beweegt het met constante snelheid tot het bij een wand aankomt. Het zweeft dus, alsof er geen zwaartekracht is.
Het vliegtuig vliegt eerst onder een hoek van ongeveer 45° steil omhoog. Zodra het vliegpad minder steil wordt, wordt gewichtloosheid bereikt. Dit kan volgehouden worden totdat het vliegtuig een hoek van 30° naar beneden bereikt. Op dit punt heeft het vliegtuig een aanzienlijke hoeveelheid hoogte verloren en moet er opgetrokken worden met een draai omhoog. De krachten zijn dan juist extra hoog: ruwweg tweemaal de normale zwaartekracht (2 g). Deze manoeuvre wordt over het algemeen in series van ongeveer 30 stuks herhaald. In elke cyclus van 60 à 70 seconden zijn de inzittenden zo'n 25 seconden gewichtloos om pal daarop juist extra zwaar te worden. Dit veroorzaakt vooral bij beginners vaak een gevoel van misselijkheid. De vliegtuigen waarmee deze manoeuvres uitgevoerd worden danken daaraan hun bijnaam Vomit Comet (kotskomeet). Om deze misselijkheid te voorkomen krijgen beginners voorafgaand aan de vlucht een speciale injectie of pil met scopolamine toegediend.  
Zero-g paraboolvluchten worden vaak gebruikt om  astronauten te trainen voor hun missies in de ruimte. Ze kunnen dan handelingen die ze in de ruimte moeten gaan doen oefenen in gewichtloze toestand.

## Simulatie van afwijkende zwaartekracht
Bij een parabolisch vluchtpad waarbij de verticale versnelling niet overeenkomt met de aardse valversnelling, komt de gesimuleerde zwaartekracht overeen met de waarde van het verschil tussen de verticale versnelling en de standaard zwaartekrachtversnelling: een versnelling van 0,8 g levert in dit geval een gesimuleerde zwaartekracht op van 0,2 maal de standaard aardse zwaartekracht.